# Haliclystus
Haliclystus James-Clark, 1863 è un genere di stauromeduse della famiglia Lucernariidae. Si tratta del genere che include il maggior numero di specie fra gli Staurozoa.

## Distribuzione
Le specie Haliclystus si trovano negli oceani Pacifico, Atlantico, Indiano, Artico e Antartico.  Due specie, Haliclystus kerguelensis (oceano Indiano meridionale) e Haliclystus antarcticus (Antartide), si trovano unicamente nell'emisfero australe. Tutte le altre specie si trovano nelle acque dell'emisfero boreale.

## Descrizione
Le specie del genus hanno quattro piani di simmetria longitudinali.  Possiedono otto tentacoli principali che terminano con gruppi di tentacoli secondari, il quale numero varia da specie a specie.

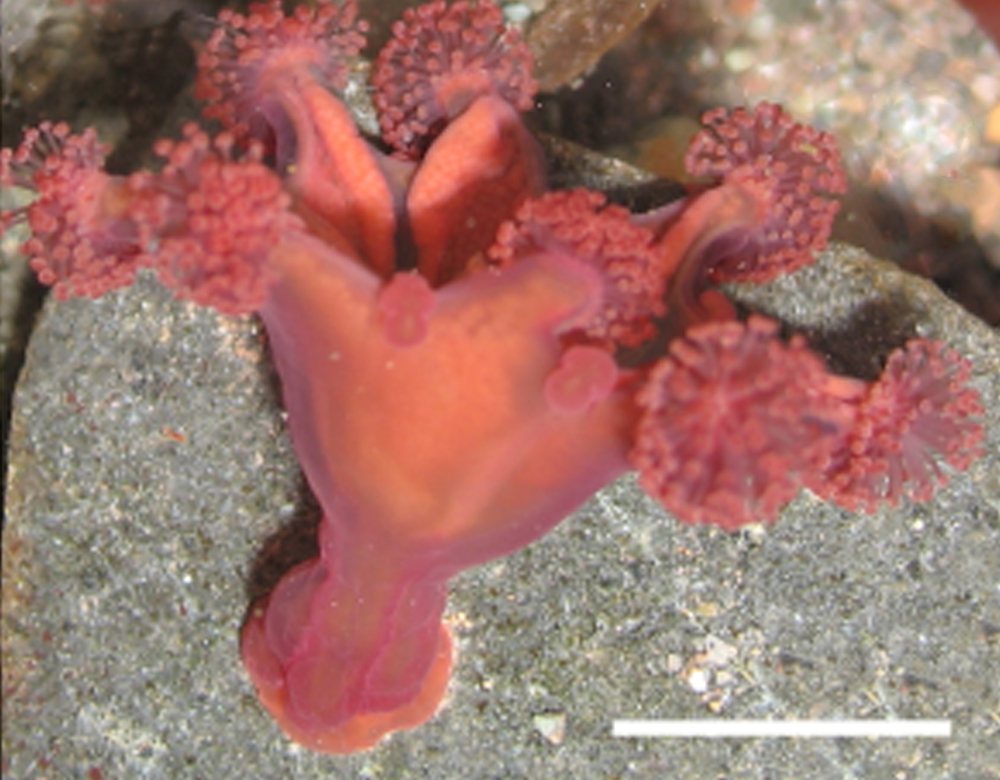
H. antarcticus

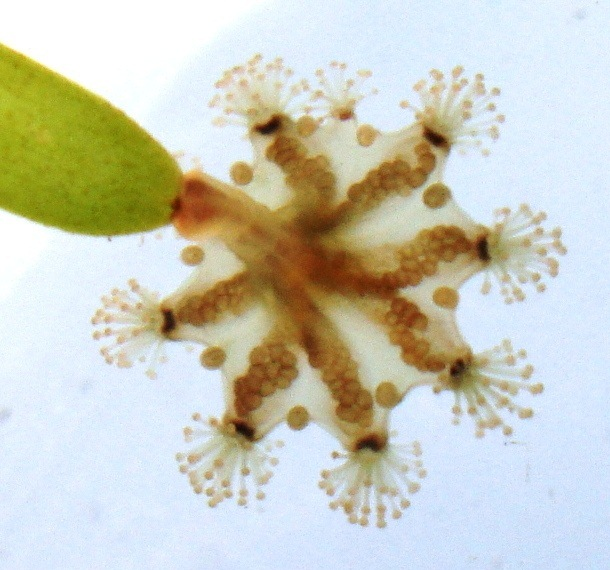
H. octoradiatus

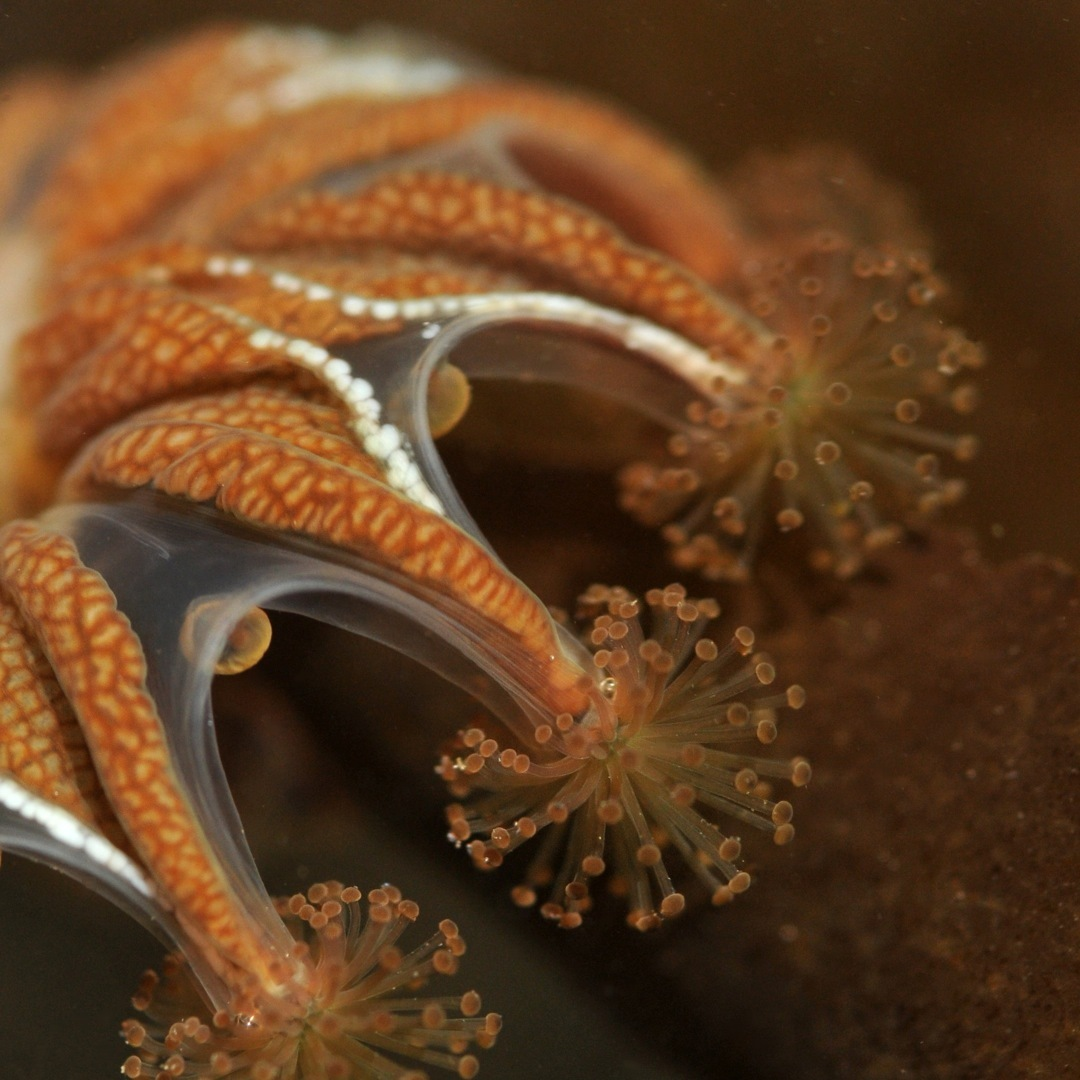
H. stejnegeri

Alcune specie hanno otto larghe escrescenze note come "ancore", site fra i tentacoli principali. Le ancore variano in forma e dimensione e sono una caratteristica per differenziare le specie fra di loro: possono essere a forma di biscotto nel H. antarticus, di chicco di caffè nel H. auricula, di ferro di cavallo nel H. californiensis, di tromba per H. salpinx, di uovo per H. stejnegeri, ecc. Alcune specie Haliclystus possiedono nutriti gruppi di nematocisti bianchi, come nel caso di H. californiensis. 
Il gambo (o peduncolo) è suddiviso in quattro camere.

## Tassonomia
Dal punto di vista tassonomico, è stato suggerito che la sistematica di questo gruppo debba essere rivista.

### Specie
- Haliclystus antarcticus Pfeffer, 1889
- Haliclystus auricula James-Clark, 1863
- Haliclystus borealis Uchida, 1933
- Haliclystus californiensis Kahn, Matsumoto, Hirano & Collins, 2010
- Haliclystus kerguelensis Vanhöffen, 1908
- Haliclystus monstrosus Naumov, 1961
- Haliclystus octoradiatus James-Clark, 1863
- Haliclystus salpinx ames-Clark, 1863
- Haliclystus sinensis Ling, 1937
- Haliclystus stejnegeri Kishinouye, 1899
- Haliclystus tenuis Kishinouye, 1910
- Haliclystus californiensis Gwilliam, 1956 (nomen nudum)
- Haliclystus jugatus Gellerman, 1926 (nomen nudum)
- Haliclystus sanjuanensis Hyman, 1940 (nomen nudum)